# Schinderhannes
Pour les articles homonymes, voir Bückler.

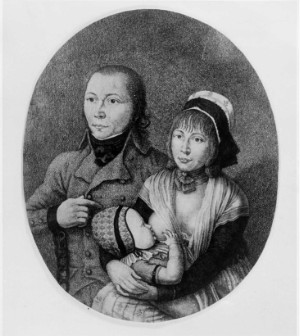
Bückler et sa famille.

Johannes Bückler, plus connu sous son surnom de Schinderhannes (né vers 1778 à Miehlen dans l’Arrondissement de Rhin-Lahn - exécuté à Mayence le 21 novembre 1803) est un criminel allemand coupable de vols et cambriolages, dont la légende est perpétuée en Rhénanie.

## Biographie
Fils de Johann et Anna-Maria Bückler, il est d'abord apprenti-tanneur. Il se met à chaparder, si bien qu'à 16 ans il est arrêté pour vol de peaux, mais il parvient alors à s'évader. Il passe alors aux cambriolages et aux vols à main armée des deux côtés du Rhin, devenu frontière entre la France et le Saint-Empire romain germanique . À l'époque, la rive gauche du Rhin est passée sous occupation française et les paysans locaux assistent volontiers quiconque réalise un pied-de-nez aux autorités, d'autant que Bückler pratique les cambriolages et l’extorsion le plus souvent aux dépens des Juifs, épargnant les chrétiens. Ainsi, larcin après larcin se répand la légende de « Schinderhannes », une sorte de Robin des Bois local.

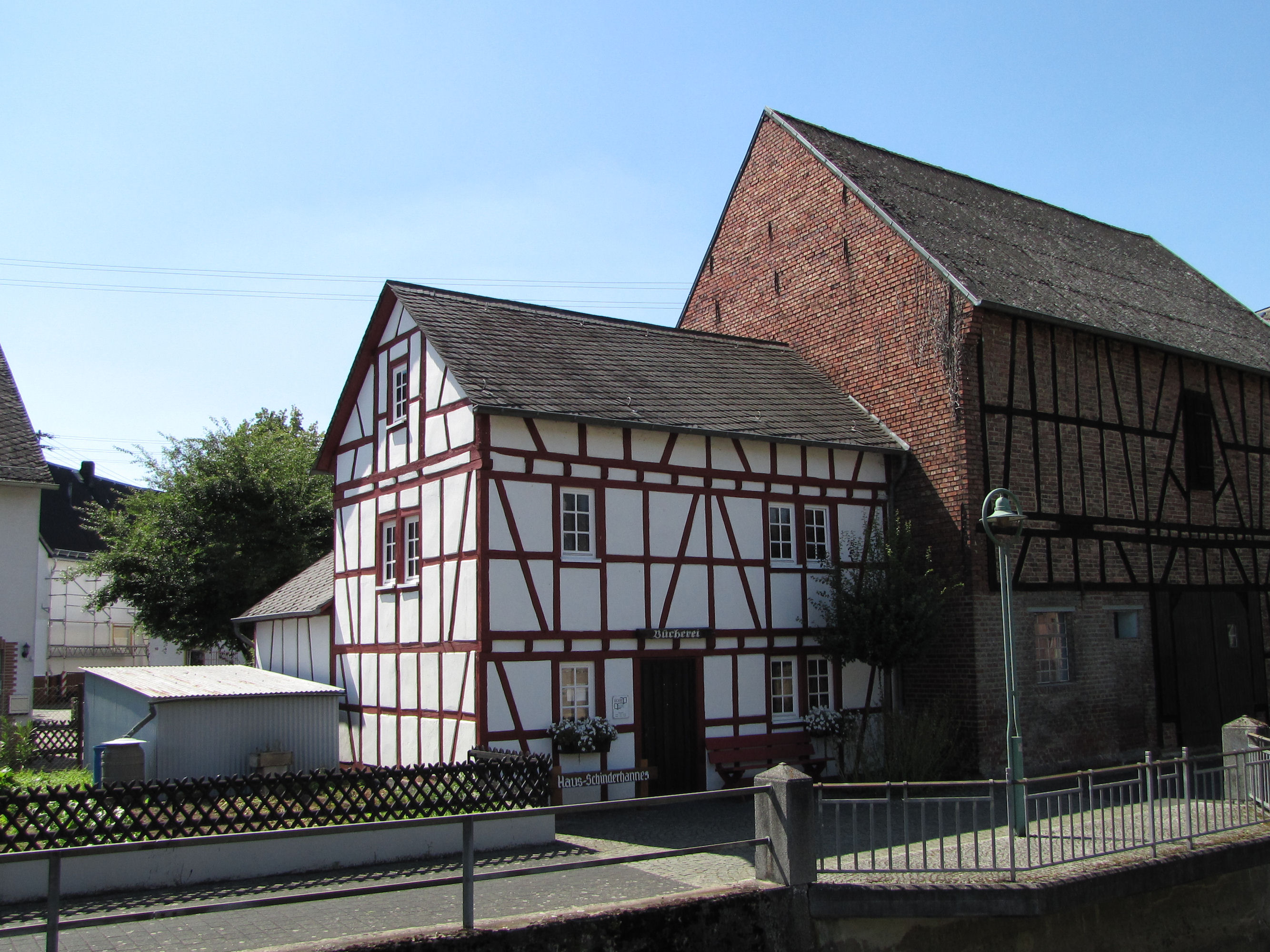
La maison de Schinderhannes à Miehlen

Lorsque la police commence à le soupçonner, Schinderhannes passe le Rhin et s'engage dans l'armée autrichienne sous le nom de Jakob Schweikart. Mais un ancien comparse le reconnait et il est livré aux autorités françaises et incarcéré dans une tour médiévale des remparts de Mayence, la porte de Bois (Holzturm). Son procès se tient au palais de justice de Mayence, l'Hôtel de Stadion. Il est défendu par Georg Friedrich Rebmann.
Lorsque la police menace d'arrêter sa maîtresse, Juliana Blasius, pour complicité, Schinderhannes passe aux aveux et dénonce ses acolytes. Dix-neuf d'entre eux sont condamnés à mort. Malgré sa coopération, Schinderhannes est lui aussi condamné et guillotiné devant les portes de Mayence le 21 novembre 1803. Il avait environ 25 ans. Plus de 40 000 personnes assistent à son exécution.
Schinderhannes, immortalisé en France par un poème de Guillaume Apollinaire, demeure l'un des brigands allemands les plus célèbres, et sa légende continue d'attirer un grand nombre de touristes en Rhénanie chaque année.

## Source
- (en) Cet article est partiellement ou en totalité issu de l’article de Wikipédia en anglais intitulé « Schinderhannes » (voir la liste des auteurs).